# Dutch Caribbean Stars
De Dutch Caribbean Stars is een voetbalstichting die deelneemt aan benefietwedstrijden met in Nederland spelende voetballers afkomstig uit de Nederlandse Antillen en Aruba.
De stichting is opgericht in 2009 en het team staat onder leiding van oud-N.E.C.-speler en assistent-coach van het Nederlands-Antilliaans voetbalelftal Remco Bicentini. De opbrengsten komen ten goede aan (jeugd)sportprojecten op de Nederlandse Antillen en Aruba. De Dutch Caribbean Stars zijn bedoeld als tegenhanger van de Suriprofs.

## Wedstrijden
- juni 2009: Chippie Polar Cup, Curaçao[1]
  - Dutch Caribbean Stars -  FCS Nacional - 4-0
  - Finale: Dutch Caribbean Stars - RKSV Centro Dominguito (Curaçao) - 1-1 (DCS wint na strafschoppen)
- 19 mei 2010: Dutch Caribbean Stars - FC Dordrecht 4-2
- mei 2010: Chippie Polar Cup, Curaçao
  - 21 mei 2010: Dutch Caribbean Stars -  N.E.C. - 1-4
  - 23 mei 2010: SV Hubentut Fortuna - DCS 2-0 (om derde plaats)

## 2009
Het team in 2009 bestaat uit onder andere Vurnon Anita, Gregory van der Wiel, Javier Martina, Rocky Siberie en Shanon Carmelia.

## 2010
In 2010 bestaat het team uit: doel; Eric Abdul en Wencho Farrell, verdediging; Angelo Cijntje, Shelton Martis, Lennox Mauris, Michael Scholten en Daniël Rijaard, middenveld; David Abdul, Giovanni Franken, Anton Jongsma, Leon Kantelberg en Revy Rosalia, aanval; Sendley Sidney Bito, Raily Ignacio, Benjamin Martha, Robin Nelisse, Eldridge Rojer, Rocky Siberie en Nyron Wau.